# Тетрастаннид пенталантана
Тетрастаннид пенталантана — бинарное интерметаллическое неорганическое соединение
лантана и олова
с формулой La5Sn4,
кристаллы.

## Получение
- Сплавление стехиометрических количеств чистых веществ:

{\displaystyle {\mathsf {5La+4Sn\ {\xrightarrow {1575^{o}C}}\ La_{5}Sn_{4}}}}

## Физические свойства
Тетрастаннид пенталантана образует кристаллы
ромбической сингонии,
пространственная группа P mna,
параметры ячейки a = 0,8448 нм, b = 1,626 нм, c = 0,8604 нм, Z = 4,
структура типа пентасамарийтетрагермания Ge4Sm5
.
Соединение конгруэнтно плавится при температуре 1575°C .